# العلاقات النرويجية الإيرانية
العلاقات النرويجية الإيرانية هي العلاقات الثنائية التي تجمع بين النرويج وإيران.

## مقارنة بين البلدين
هذه مقارنة عامة ومرجعية للدولتين:
| وجه المقارنة                                              | النرويج                                                   | إيران                    |
| --------------------------------------------------------- | --------------------------------------------------------- | ------------------------ |
| المساحة (كم2)                                             | 385.21 ألف                                                | 1.65 مليون               |
| عدد السكان (نسمة)                                         | 5.33 مليون                                                | 79.97 مليون              |
| الكثافة السكانية (ن./كم²)                                 | 13.84                                                     | 48.47                    |
| العاصمة                                                   | أوسلو                                                     | طهران                    |
| اللغة الرسمية                                             | بوكمول، لغات السامي، نينوشك، اللغة النرويجية              | لغة فارسية               |
| العملة                                                    | كرونة نروجية                                              | ريال إيراني              |
| الناتج المحلي الإجمالي (بليون دولار)                      | 398.83 مليار                                              | 439.51 مليار             |
| الناتج المحلي الإجمالي (تعادل القوة الشرائية) بليون دولار | 322.23 مليار                                              | 1.36 تريليون             |
| الناتج المحلي الإجمالي الاسمي للفرد دولار أمريكي          | 74.40 ألف                                                 |                          |
| الناتج المحلي الإجمالي للفرد دولار أمريكي                 | 65.61 ألف                                                 |                          |
| مؤشر التنمية البشرية                                      | 0.944                                                     | 0.766                    |
| رمز المكالمات الدولي                                      | +47                                                       | +98                      |
| رمز الإنترنت                                              | .no                                                       | .ir،                     |
| المنطقة الزمنية                                           | ت ع م+01:00، ت ع م+02:00، توقيت وسط أوروبا، أوروبا/أوسلو ‏ | ت ع م+03:30، توقيت إيران |

## منظمات دولية مشتركة
يشترك البلدان في عضوية مجموعة من المنظمات الدولية، منها:
| علم المنظمة | اسم المنظمة                        | تاريخ انضمام النرويج | تاريخ انضمام إيران |
| ----------- | ---------------------------------- | -------------------- | ------------------ |
|             | مؤسسة التنمية الدولية              | 24 سبتمبر 1960       | 10 أكتوبر 1960     |
|             | يونسكو                             | 4 نوفمبر 1946        | 6 سبتمبر 1948      |
|             | وكالة ضمان الاستثمار متعدد الأطراف | 9 أغسطس 1989         | 15 ديسمبر 2003     |
|             | الأمم المتحدة                      | 27 نوفمبر 1945       | 24 أكتوبر 1945     |
|             | الفريق المعني برصد الأرض           | ?                    | ?                  |
|             | الاتحاد البريدي العالمي            | ?                    | ?                  |
|             | البنك الدولي للإنشاء والتعمير      | 27 ديسمبر 1945       | 29 ديسمبر 1945     |
|             | المنظمة الهيدروغرافية الدولية      | ?                    | ?                  |
|             | منظمة حظر الأسلحة الكيميائية       | ?                    | ?                  |
|             | مؤسسة التمويل الدولية              | 20 يوليو 1956        | 28 ديسمبر 1956     |
|             | منظمة الشرطة الجنائية الدولية      | ?                    | ?                  |

## أعلام
هذه قائمة لبعض الشخصيات التي تربطها علاقات بالبلدين:
- آرام خليلي (لاعب كرة قدم نرويجي، 28 يوليو 1989[21] – )
- أنجلينا جوردن (مغنية نرويجية، 10 يناير 2006 – )
- توجي (26 مايو 1987 – )

## وصلات خارجية
- موقع وزارة الخارجية النرويجية
- موقع وزارة الخارجية الإيرانية